# Rolling Meadows (Illinois)
Rolling Meadows ist eine Stadt im Cook County im Bundesstaat Illinois der Vereinigten Staaten.

## Geographie
Sie liegt ungefähr 24 Kilometer nördlich des Chicago Loop und hat den Charakter einer Vorstadt. Das U.S. Census Bureau hat bei der Volkszählung 2020 eine Einwohnerzahl von 24.200 ermittelt.

## Geschichte
Im Jahr 1927 kaufte H.D. "Curly" Brown 1000 Acres (4,0 km²) Land in der Gegend zuerst mit der Absicht, einen Golfplatz und eine Rennstrecke auf dem angrenzenden Land zu errichten. In den frühen 1950er Jahren kaufte Kimball Hill das für den Golfplatz vorgesehene Land und begann mit dem Verkauf von Häusern, indem er einen Grundriss seines Basishauses in der Chicago Tribune inserierte. Obwohl die Resonanz positiv war, protestierten Beamte im benachbarten Arlington Heights, die hofften, das Land selbst für Siedlungshäuser zu kaufen. Die Kaufinteressenten für die Kimball Hill Häuser überzeugten jedoch das Cook County Board für eine Änderung der Zoneneinteilung, um Hill das Vorhaben zu ermöglichen.
1953 zogen die ersten Familien in die Siedlung ein, die Hill Rolling Meadows nannte, und bis 1955 wurden 700 Häuser verkauft, meist an Arbeiter. Hill spendete 200 Dollar pro Haus für ein Schulsystem und baute und stattete dann die erste Grundschule aus. Außerdem gründete er die Rolling Meadows Homeowners' Association und spendete Land für Parks. Außerdem finanzierte er das Clearbrook Center, ein Heim für Menschen mit kognitiven Behinderungen, das 1955 eröffnet wurde. Rolling Meadows wurde im selben Jahr das Stadtrecht verliehen.

## Demografie
Nach einer Schätzung von 2019 leben in Rolling Meadows 23.532 Menschen. Die Bevölkerung teilte sich im selben Jahr auf in 73,0 % Weiße, 4,1 % Afroamerikaner, 0,1 % amerikanische Ureinwohner, 8,8 % Asiaten und 3,1 % mit zwei oder mehr Ethnizitäten. Hispanics oder Latinos aller Ethnien machten 26,5 % der Bevölkerung aus. Das mittlere Haushaltseinkommen lag bei 74.134 US-Dollar und die Armutsquote bei 6,1 %.

## Wirtschaft
Aufgrund der günstigen Lage der Siedlung in der Metropolregion Chicago haben sich verschiedene Unternehmen hier angesiedelt. 2018 war das Rüstungsunternehmen Northrop Grumman mit 2000 Arbeitsplätzen der größte Arbeitgeber in Rolling Meadows.